# MGP 2019
MGP 2019 var den 19. årlige MGP-sangkonkurrence for håbefulde sangere i alderen 8 til 15 år, der blev afholdt den 2. marts 2019 i Jyske Bank Boxen i Herning. Værterne er Silja Okking & Joakim Ingversen.
De 10 finalister blev afsløret den 2. februar 2019.
Konkurrencen blev vundet af gruppen SODA bestående af Sofie og Dagmar med sangen "Bedste Veninder", som fik 37 % af seernes stemmer.

## Deltagere
| Nr | Deltagere    | Fulde navn                                   | Sang                 | Resultat      |
| -- | ------------ | -------------------------------------------- | -------------------- | ------------- |
| 1  | Astrid       | Astrid Merethe Juhl-Poulsen                  | "Når jeg danser"     | Superfinalist |
| 2  | Elio         | Elio Segarra Boesen                          | "Musik gør mig glad" | Ude           |
| 3  | Olivia       | Olivia Kornbech Grell                        | "Min drøm"           | Ude           |
| 4  | Alma Sophie  | Alma Sophie Løvland Lindgren                 | "Rulleskøjteløb"     | Ude           |
| 5  | Kiyan        | Kiyan Shah                                   | "Stilen er ekstra"   | Ude           |
| 6  | SODA         | Dagmar Gad Foss, Sofie Øveraas Broe-Andersen | "Bedste Veninder"    | Superfinalist |
| 7  | The Wave     | Caroline Serup Persson, Oscar Grønnegaard    | "DEn nYE treND"      | Ude           |
| 8  | Johannes     | Johannes Pontoppidan Jespersen               | "Sig det nu"         | Ude           |
| 9  | Lisa & Xenia | Xenia Englert, Lisa Englert                  | "Ham, som troede"    | Superfinalist |
| 10 | Karla Sofie  | Karla Sofie Kiær Fibiger                     | "Vild med dig"       | Ude           |

### Superfinale
I superfinalen skulle de tre mest populære fra første runde synge igen, og seerne stemte endnu engang, hvorved konkurrencens vinder blev fundet.
| Nr | Deltager     | Sang              | Procent | Placering |
| -- | ------------ | ----------------- | ------- | --------- |
| 1  | Astrid       | "Når jeg danser"  | 28%     | 3         |
| 2  | SODA         | "Bedste Veninder" | 37%     | 1         |
| 3  | Lisa & Xenia | "Ham, som troede" | 35%     | 2         |